# Iaríguino
Iaríguino (en rus: Ярыгино) és un poble de l'óblast de Riazan, a Rússia, segons el cens del 2010 tenia 18 habitants.